# Ugolino da Gualdo Cattaneo
Beato Ugolino da Gualdo Cattaneo (Gualdo Cattaneo (?), prima metà del XIII secolo – 1º gennaio 1260) è stato un agostiniano italiano, venerato come beato dalla Chiesa cattolica.

## Biografia
Ugolino è nato nella prima metà del Duecento probabilmente a Gualdo Cattaneo, in Umbria, da una famiglia originaria di Bevagna. Le informazioni sulla sua vita sono abbastanza scarse: si ha comunque un documento risalente al 1248, una lettera del vescovo di Spoleto Bartolomeo Accoramboni in risposta a una sua missiva precedente; il vescovo scriveva ad Ugolino poiché questi era il priore e il fondatore (laico) dell'eremo di San Giovanni, situato in una selva nei pressi di Gualdo. Ugolino aveva scritto al vescovo per poter far rientrare l'eremo nella giurisdizione dell'abbazia di Subiaco. Quest'autorizzazione venne concessa nel 1374 da Gregorio XI, quando però Ugolino era già morto. Ugolino in seguito entrò nell'Ordine Agostiniano, e fece costruire un convento a Gualdo Cattaneo. Nella sua vita fu abbondante la carità. Morì il 1º gennaio 1260.

## Culto
Alla sua morte, venne sepolto con riguardo, e la sua tomba divenne meta di pellegrinaggi; su di essa avvennero grazie. Entro la fine del XV secolo, la sua tomba era stata traslata nella chiesa dei santi Antonio e Antonino di Gualdo nella cripta, dove si trova tuttora. È il patrono del suo paese natale, dove viene festeggiato, oltre che il 1º gennaio, anche ad inizio settembre. Si ha memoria del culto già dal 1483; la venerazione di Ugolino da Gualdo Cattaneo, diffusa da sempre, venne confermata ab immemorabili da papa Benedetto XV nel 1919. Così lo ricorda il Martirologio Romano:
(Martirologio Romano)

## Fonti storiche
Il suo biografo principale è Ludovico Iacobilli, studioso seicentesco. A causa di un'antica di una lapide, sono avvenute discussioni sul momento e sul posto in cui nacque il beato Ugolino. Infatti, il dubbio era tra Bevagna e Gualdo. Una tesi sostenuta è che nacque a Gualdo Cattaneo da genitori bevanati.